# AO Racing
Le AO Racing est une écurie de sport automobile américaine fondée en 2022 par P. J. Hyett (en) et Gunnar Jeannette. Elle fait participer des voitures de Grand tourisme en catégorie GTD, GTD Pro et LMGTE Am dans des championnats tels que le WeatherTech SportsCar Championship et le Championnat du monde d'endurance et des Sport-prototypes dans la dans la catégorie LMP2 dans des championnats tels que le WeatherTech SportsCar Championship et le European Le Mans Series.
Elle a remporté le championnat European Le Mans Series en 2024 dans la catégorie LMP2.
Elle a remporté le championnat WeatherTech SportsCar Championship en 2024 dans la catégorie GTD Pro.

## Histoire

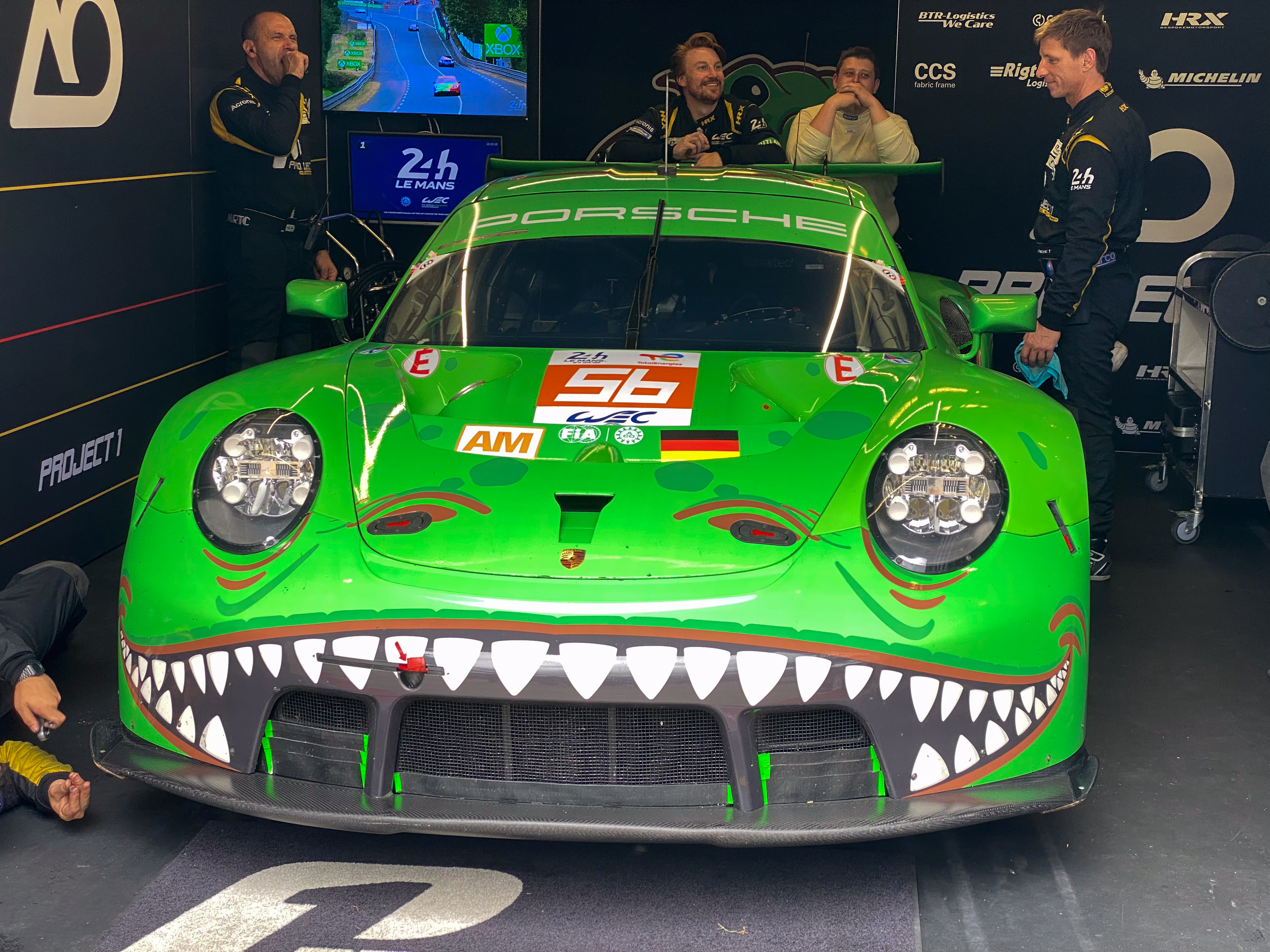
Porsche 911 RSR-19 de l'écurie Project 1 - AO lors des 24 Heures Du Mans

En 2023, pour sa première année d'existance, l'écurie AO Racing s'était engagé dans le championnat WeatherTech SportsCar Championship afin d'y faire participer une Porsche 911 GT3 R dans la catégorie GTD Am. Les fondateurs de l'écurie, P. J. Hyett (en) et Gunnar Jeannette, avait participé a l'ensemble des courses du championnat. Le pilote britannique Sebastian Priaulx (en) leur avait prété mains fortes pour les courses longues et le pilote piloye Harry Tincknell avait complété l'équipage pour les 24 Heures de Daytona. En plus de cet engagement aux USA, l'écurie s'était associée avec l'écurie allemande Project 1 afin de participer au Championnat du monde d'endurance FIA en y faisant rouler une Porsche 911 RSR-19. Comme en WeatherTech SportsCar Championship, les fondateurs de l'écurie, P. J. Hyett (en) et Gunnar Jeannette, étaient au volant et ils avaient été accompagné par le pilote italien Matteo Cairoli.
En 2024, après avoir participé au championnat WeatherTech SportsCar Championship et au Championnat du monde d'endurance FIA l'année précédente en y faisant rouler une voiture de Grand tourisme dans les catégories GTD Am et LMGTE Am, l'écurie AO Racing a fait évoluer son engagement dans le championnat WeatherTech SportsCar Championship en y engageant deux voitures, une Oreca 07 dans la catégorie LMP2 et une Porsche 911 GT3 R dans la catégorie GTD Pro. Les pilotes Matthew Brabham, Paul-Loup Chatin, P. J. Hyett (en), Alex Quinn et Louis Delétraz ont composé l'équipage de l'Oreca 07 et les pilotes Laurin Heinrich, Sebastian Priaulx (en), Michael Christensen, Julien Andlauer et Klaus Bachler ont composé l'équipage de la Porsche 911 GT3 R. Ce dernier équipage a remporté le Monterey Grand Prix, le Sports Car Classic et le Bataille sur Le Bricks, a fini second lors des 24 Heures de Daytona et a a fini troisième  lors du Grand Prix automobile de Mosport. Ces belles performances ont ainsi permit à l'écurie de remporter le titre GTD Pro du championnat WeatherTech SportsCar Championship. A cela, l'écurie AO Racing s'est associé avec la structure britannique TF Sport afin de faire rouler une Oreca 07 dans la catégorie LMP2 dans le championnat European Le Mans Series où elmle a fait rouler les pilotes Louis Delétraz, Jonny Edgar et Robert Kubica. Cette équipage a remporté les 4 Heures de Spa-Francorchamps, est monté sur la seconde marche du podium lors des 4 Heures d'Imola et des 4 Heures d'Imola et des 4 Heures de Portimão et est monté sur la troisième marche du podium lors des 4 Heures du Castellet. Ces belles performances ont ainsi permit à l'écurie de remporter le titre LMP2 du championnat European Le Mans Series et de sécuriser ainsi une invitation pour les 24 Heures du Mans 2025..

## Résultats en compétition automobile

### Résultats enChampionnat du monde d'endurance FIA
| Année | Voiture            | Moteur                    | Classe   | no | 1      | 2     | 3       | 4     | 5     | 6     | 7      | Position | Points |
| ----- | ------------------ | ------------------------- | -------- | -- | ------ | ----- | ------- | ----- | ----- | ----- | ------ | -------- | ------ |
| 2023  | Porsche 911 RSR-19 | Porsche 4,0 L Flat-6 Atmo | LMGTE Am | 56 | SEB 12 | POR 6 | SPA Np. | LMS 7 | MON 8 | FUJ 5 | BAH 10 | 11e      | 36     |

### Résultats enWeatherTech SportsCar Championship

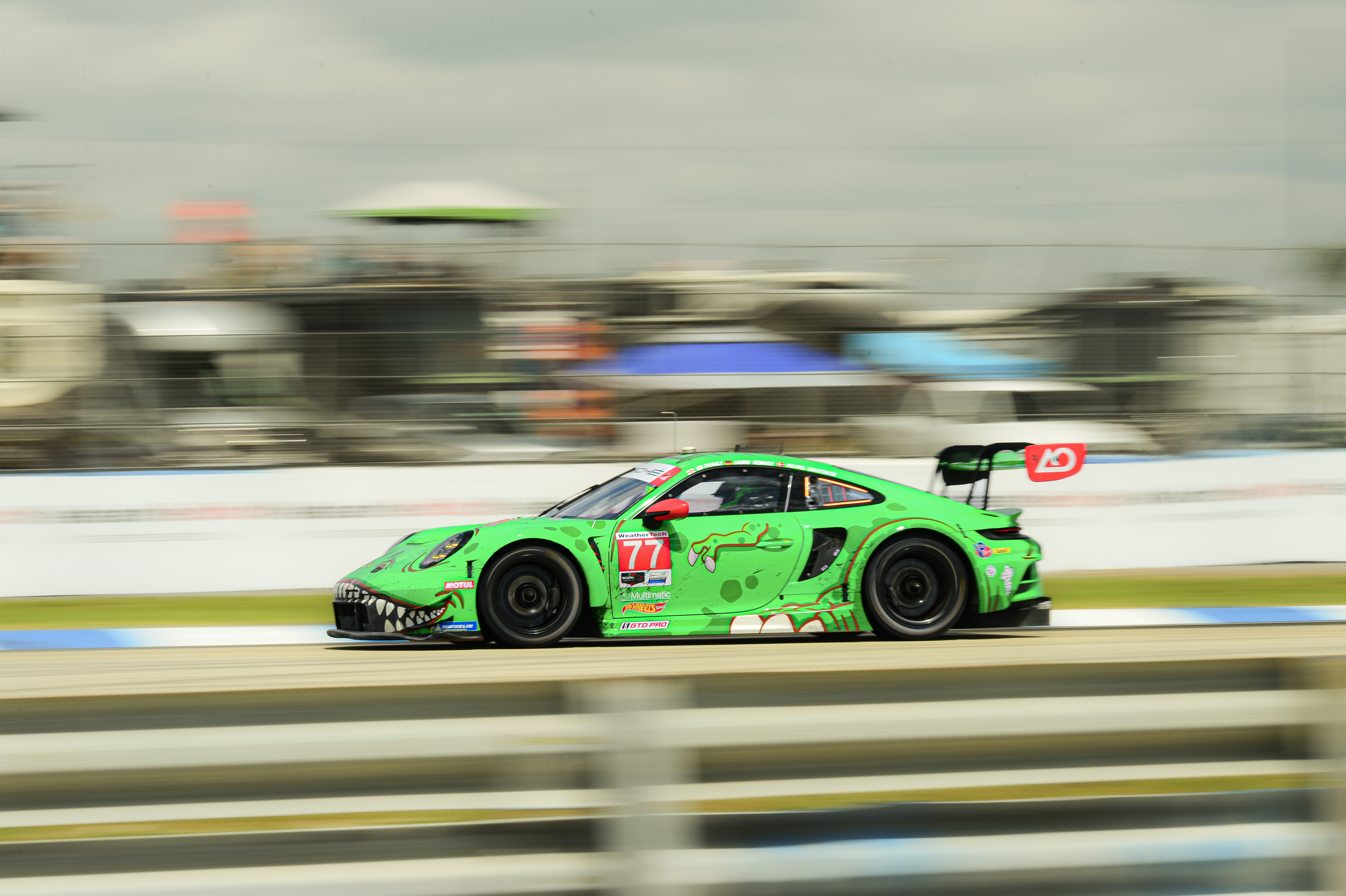
La Porsche 911 GT3 R ayant remporté le championnat WeatherTech SportsCar Championship en 2024

| Année | Châssis           | Moteur                             | Classe  | no | 1      | 2      | 3       | 4      | 5      | 6     | 7     | 8      | 9     | 10     | 11    | Position | Points |
| ----- | ----------------- | ---------------------------------- | ------- | -- | ------ | ------ | ------- | ------ | ------ | ----- | ----- | ------ | ----- | ------ | ----- | -------- | ------ |
| 2023  | Porsche 911 GT3 R | Porsche M97/80 4,2 L Flat Six Atmo | GTD     | 80 | DAY 14 | SEB 16 | LBH Np. | LGA 11 | WGL 14 | MOS 8 | LIM 7 | ELK 11 | VIR 6 | IMS 10 | ATL 8 | 13e      | 2245   |
| 2024  | Porsche 911 GT3 R | Porsche M97/80 4,2 L Flat Six Atmo | GTD Pro | 80 | DAY 2  | SEB 9  | LGA 1   | DET 1  | WGL 6  | MOS 3 | ELK 4 | VIR 7  | IMS 1 | ATL 11 |       | 1re      | 3122   |
| 2024  | Oreca 07          | Gibson GK428 4,2 l V8 Atmo         | LMP2    | 99 | DAY 8  | SEB 11 | WGL 7   | MOS 8  | ELK 3  | IMS 4 | ATL 7 |        |       |        |       | 6e       | 1942   |

### Résultats enEuropean Le Mans Series

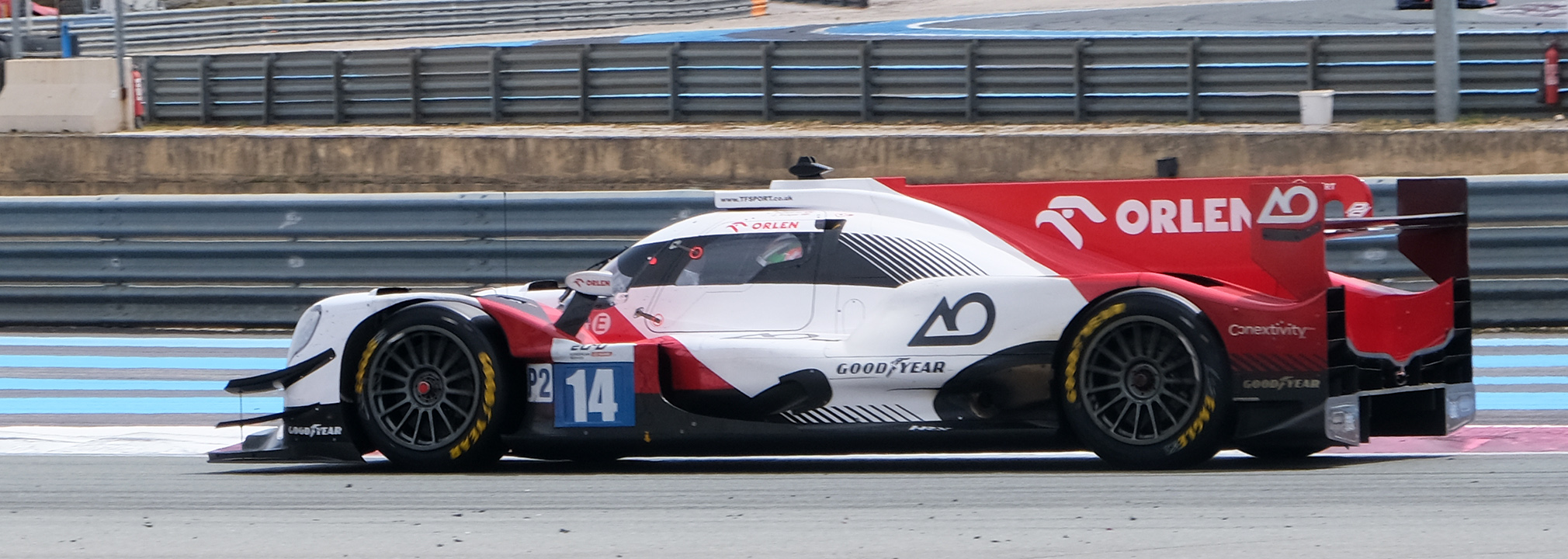
L'Oreca 07 ayant remporté le championnat European Le Mans Series en 2024

| Année | Châssis  | Moteur                     | Classe | no | 1     | 2     | 3     | 4     | 5     | 6     | Position | Points |
| ----- | -------- | -------------------------- | ------ | -- | ----- | ----- | ----- | ----- | ----- | ----- | -------- | ------ |
| 2024  | Oreca 07 | Gibson GK428 4,2 l V8 Atmo | LMP2   | 14 | BAR 7 | LEC 3 | IMO 2 | SPA 1 | MUG 5 | POR 2 | 1re      | 93     |

## Pilotes
- Julien Andlauer (2024)
- Klaus Bachler (2024)
- Matthew Brabham (2024)
- Matteo Cairoli (2023)
- Efrin Castro (en) (2023)
- Paul-Loup Chatin (2024)
- Michael Christensen (2024)
- Louis Delétraz (2024)
- Jonny Edgar (2024)
- Laurin Heinrich (en) (2024)
- P. J. Hyett (en) (2023-2024)
- Gunnar Jeannette (2023)
- Robert Kubica (2024)
- Guilherme Oliveira (en) (2023)
- Sebastian Priaulx (en) (2024)
- Alex Quinn (2024)
- Miguel Ramos (2023)
- Sebastian Priaulx (en) (2023)
- Harry Tincknell (2023)